# Women's Challenge
La Women's Challenge és una competició ciclista femenina per d'etapes que es disputava a Idaho (Estats Units d'Amèrica). Creada el 1984, va durar fins al 2002, sent una de les curses més prestigioses en el calendari ciclístic femení.

## Palmarès
| Any  | Vencedora                | Segona                     | Tercera                  |
| ---- | ------------------------ | -------------------------- | ------------------------ |
| 1984 | Rebecca Twigg (USA)      | Cindy Olavetti (USA)       | Inga Thompson (USA)      |
| 1985 | Rebecca Twigg (USA)      | Inga Thompson (USA)        | Sally Kittredge (USA)    |
| 1986 | Rebecca Twigg (USA)      | Madonna Harris (NZL)       | Susan Ehlers (USA)       |
| 1987 | Inga Thompson (USA)      | Katrin Tobin (USA)         | Susan Ehlers (USA)       |
| 1988 | Katrin Tobin (USA)       | Jane Marshall (USA)        | Sara Neil (CAN)          |
| 1989 | Lisa Brambani (GBR)      | Ruthie Matthes (USA)       | Jane Marshall (USA)      |
| 1990 | Inga Thompson (USA)      | Ruthie Matthes (USA)       | Lisa Brambani (GBR)      |
| 1991 | Jeannie Longo (FRA)      | Dede Demet (USA)           | Diava Cepeliene (LTU)    |
| 1992 | Eve Stephenson (USA)     | Inga Thompson (USA)        | Jeanne Golay (USA)       |
| 1993 | Jeanne Golay (USA)       | Eve Stephenson (USA)       | Karen Kurreck (USA)      |
| 1994 | Clara Hughes (CAN)       | Anne Samplonius (CAN)      | Karen Kurreck (USA)      |
| 1995 | Dede Demet (USA)         | Jeanne Golay (USA)         | Mari Holden (USA)        |
| 1996 | Anna Wilson (AUS)        | Clara Hughes (CAN)         | Dede Demet (USA)         |
| 1997 | Rasa Polikevičiūtė (LTU) | Linda Jackson (CAN)        | Zulfiya Zabirova (RUS)   |
| 1998 | Linda Jackson (CAN)      | Valentina Polkhanova (RUS) | Diana Žiliūtė (LTU)      |
| 1999 | Jeannie Longo (FRA)      | Mari Holden (USA)          | Zulfiya Zabirova (RUS)   |
| 2000 | Anna Wilson (AUS)        | Diana Žiliūtė (LTU)        | Sarah Ulmer (NZL)        |
| 2001 | Lyne Bessette (CAN)      | Judith Arndt (GER)         | Rasa Polikevičiūtė (LTU) |
| 2002 | Judith Arndt (GER)       | Geneviève Jeanson (CAN)    | Kim Bruckner (USA)       |